# Fascia thoracolumbalis
Thoracolumbare fascie (lumbodorsal fascie eller thoracodorsale fascie) er en dyb omringende membran gennem det meste af den posteriore thorax og abdomen, selvom det er en tynd fiberrig membran i den thorakale region. Over er den kontinuerlig, med et lignende omringende lag på bagsiden af nakken - nakkefascien.

## Struktur
Fascien består af tre blade: 
- Et dorsalt blad, der tilhæfter sig til rygsøjlens torntapper og dækker bagsiden af musculus erector spinae.
- Et ventralt blad, der tilhæfter sig rygsøjlens tværtapper og ligamenta intertransversaria og dækker forsiden af erector spinae.
- Alternativt kan fascien der dækker den anteriore side af musculus quadratum lumborum betrægtes som del af fascien. Den udspringer fra den laterale kant af musculus psoas major. I dette tilfælde betegnes denne det anterior blad, og det tidligere ventrale blad betragtes det mediale blad[1].

Det dorsale og det mediale blad danner tilsammen en stærk bindevævsknude, som yderligere danner aponeurose med det anteriore blad. Denne samlede struktur fungerer som tilhæftningspunkt for musculus transversus abdominis.
I bækkenet løber det dorsale og mediale blad fælles langs den laterale kant af bækkenbenet og kryber op af hoftebenskammen. Først ved hoftebenskammen splitter de to blade sig til dorsale og mediale blade. Det mediale blad fortsætter kun til C12, imens det dorsale blad løber op i nakken og overgår til fascia nuchae.